# Hammarby (Sandviken)
Hammarby est une localité de Suède dans la commune de Sandviken située dans le comté de Gävleborg.
Sa population était de 518 habitants en 2019.